# Harry Perry
Harry Perry (* 2. Mai 1888; † 9. Februar 1985 in Woodland Hills, Los Angeles, Kalifornien) war ein US-amerikanischer Kameramann.

## Leben
Perry begann seine Laufbahn als Kameramann in der Filmwirtschaft Hollywoods in dem Film The Sins of Rosanne (1920) und drehte im Laufe seiner Karriere knapp 30 Filme.
Für seine Kameraführung in Höllenflieger (1930) wurde er zusammen mit Tony Gaudio bei der Oscarverleihung im November 1930 für den Oscar für die beste Kamera nominiert. 
Weitere bekannte Filme, die mit ihm als Kameramann entstanden, waren Shadows (1922), Wings (1927) sowie Korvette K 225 (1943). Dabei arbeitete er mit Filmregisseuren wie Tom Forman, William A. Wellman, Howard Hughes und Richard Rosson zusammen.

## Filmografie (Auswahl)
- 1922: Shadows
- 1923: The Virginian
- 1925: Der Untergang der roten Rasse (The Vanishing American)
- 1926: Korsaren (Old Ironsides)
- 1927: Wings
- 1930: Höllenflieger (Hell's Angels)
- 1935: Helden von heute (West Point of the Air)
- 1943: Korvette K 225 (Corvette K-225)
- 1944: Here Come the Waves (visuelle Effekte)
- 1945: A Medal for Benny (fotografische Effekte)